# Leonidas (производитель шоколада)
«Leonidas» («Леонидас») — бельгийская шоколадная компания, производящая шоколад и другие кондитерские изделия.
Основана в 1913 году американским кондитером греческого происхождения Леонидасом Кестекидисом в Брюсселе, хотя свой первый шоколад он начал производить в США. Несмотря на это, по мнению автора и редактора Морта Розенблюма, шоколад «Leonidas» — это «истинный бельгийский шоколад, по приемлемой цене, и многим людям он нравится».
Ведение дел компании продолжается потомками Леонидаса Кестекидиса на протяжении многих лет.
«Leonidas» имеет 350 магазинов в Бельгии и около 1250 в 50 других странах, включая 340 во Франции.
Является одним из лидеров по производству шоколада и широко распространённой шоколадной компанией в мире.
В 2016 году имя компании оказалось в «Панамских архивах».

## История
Брюссель считается «шоколадной столицей мира», так как здесь находится самое большое число шоколадных фабрик среди всех городов мира. Хорошо известные производители шоколада Брюсселя занимаются своим ремеслом уже более ста лет.
Какао-бобы впервые попали в Европу в конце 16 века, когда испанские путешественники привезли их туда из Мексики. Потребовалось целое столетие, прежде чем они достигли Бельгии. Бельгийский шоколад начал приобретать свою впечатляющую репутацию в конце XIX века, когда при короле Леопольде II собирали урожай какао в Конго, тогда колонии Бельгии.
В 1913 году американский кондитер, каппадокийский грек Леонидас Кестекидис, после бракосочетания с Иоанной Тирлинк, молодой дамой из Брюсселя, основал шоколадный бренд «Leonidas».
Впервые кондитер посетил Бельгию в 1910 году во время участия во Всемирной выставке «Brussels International 1910» в качестве члена греческой делегации из Соединённых Штатов. Представив свой шоколад, он завоевал бронзовую медаль.
В 1913 году Кестекидис открыл кафе-кондитерскую в Генте.
В 1924 году, на улице Поля Дельво в Брюсселе, свои двери для посетителей распахнуло кафе-кондитерская «Pâtisserie Centrale» компании «Leonidas».
Преемник Кестекидиса, его племянник Базилио, открыл свою собственную мастерскую на бульваре Анспаха, 58. Компания и её популярность быстро росли.
В 1935 году Базилио переделал свою мастерскую в магазин после обвинения полицией в уличной торговле.
Период быстрого роста бизнеса начался в 1950 году, когда Базилио открыл «Laboratoire de Pralines» («Лаборатория шоколадных конфет») на Vieux Marché aux Grains, 20. Кроме того, он открыл кафе-кондитерскую в Бланкенберге.
В 1969 году в Лилле (Франция) появился первый магазин «Leonidas» за пределами Бельгии.
Бренд, в конце концов, вышел на международный уровень продаж и распространился в Бельгии, Люксембурге, Германии, Голландии, появился в универмаге «Harrods» в Лондоне (Великобритания), а также в Афинах (Греция).
В 1991 году открыт магазин «Leonidas» в Нью-Йорке (США).

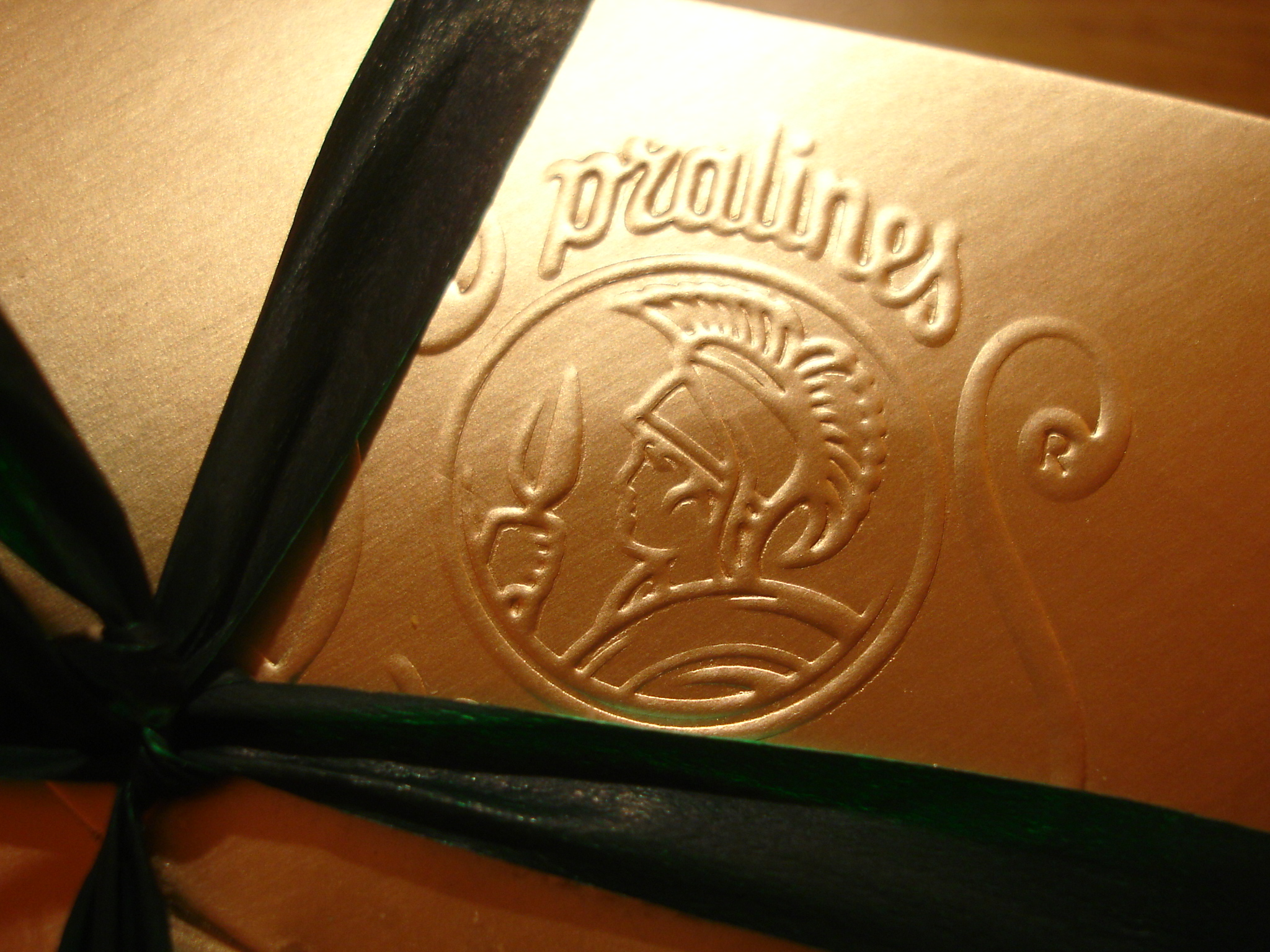
Логотип «Leonidas»

## Название и символ
В 1937 году Базилио защищает свою продукцию брендом и логотипом «Leonidas». Компания получила имя в честь её основателя. Кроме того, название и дизайн символа вдохновлены мраморной статуей в археологическом музее Спарты (Греция), которая называется «Леонидас» и изображает греческого героя, царя Спарты Леонида I. Символ служит доказательством того, что легендарный подвиг спартанцев действительно является главным элементом европейской и западной культурных традиций.

## Семейная собственность
В 1922 году остальные члены семьи Кестекидиса переехали в Гент, частично из-за политических событий в Греции. Среди них был его 19-летний племянник Базилио, унаследовавший коммерческую деятельность своего дяди. Базилио отличался деловой хваткой и был известен как здравомыслящий бизнесмен.
Леонидас Кестекидис умер в 1954 году, оставив дело племяннику.
Базилио умер 2 апреля 1970 года, и его братья и сёстры стали наследниками бельгийской шоколадной компании. Она также попала в список на фондовой бирже в 1970 году, хотя семья по-прежнему играла роль в её управлении.
В 1970—1985 гг. бизнес вёл Жан Кестекоглу-Кестекидис.
В 1985 году, после смерти своего отца, дела компании приняла Мария Кестекоглу-Кестекидис. Её брат Димитриос Кестекоглу и их кузина Василики Кестекиду из Германии присоединились к ней для поддержания бизнеса.